# Анжу (провінція)
47°28′00″ пн. ш. 0°33′00″ зх. д. / 47.466666666667° пн. ш. 0.55° зх. д.
Анжу́ (фр. Anjou) — історико-культурний регіон та історична провінція Французького королівства на північному заході Франції. Територія сучасного французького департаменту Мен і Луара. Анжу межує з Бретанню на заході, Меном на півночі, Туренню на сході та Пуату на півдні. 
Регіон сформувався в середньовіччі в межах франкського Анжуйського графства зі столицею в Анже, коли графи Анжуйські були одними із найвпливовіших феодальних баронів Французького королівства. 

## Історія

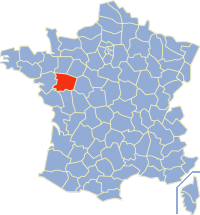
Сучасний департамент Мен і Луара — територія колишнього Анжу

Регіон отримав свою назву від кельтського племені андів, яке після Галльських воєн було підкорене Римом. За римлян головним укріпленим поселенням Андекаві стало місто Юліомаг, майбутній Анже. Територія Андегаві при римлянах мала статус civitas (звана як civitas Andegavensis або civitas Andegavorum).
При франках місто Юліомаг отримало назву древнього племені і стало Анже. При Меровінгах історія Анжу невідома. Воно не згадується як графство (comitatus) аж до епохи Каролінгів на рубежі IX і X століть. В IX столітті навколо Анже було засноване незалежне спадкове Анжуйське графство. Інгельгери, перша династія графів Анжуйських, правила до 1205 року. У 1131 граф Фульк V став королем Єрусалима.
В 1154 році онук Фулька, граф Анжуйський Генріх Боклерк став королем Англії Генріхом I, а саме Анжуйське графство разом із великою низкою інших графств та герцогств у Франції стали його заморськими володіннями. 
Території, якими керували Генріх та його наступники, сягали від Ірландії до Піренеїв і відомі під умовною назвою «Анжуйська імперія».
В 1202-1204 році Анжуйське графство, родовий домен королів Англії з анжуйської династії, відвоював у протистоянні з Іоанном I Безземельним і повернув в королівський домен французький король Філіпп ІІ Август. 
Анжуйське графство входило до королівського домену до 1246 року, коли воно було надане в апанаж Карлу, молодшому сину короля Людовика VIII, який став засновником другої, капетинзької Анжу-Сицилійської династії, яка згодом утвердилася на тронах Неаполя та Угорщини. В 1268 році Карл Анжуйський завоював Сицилійське королівство і став королом Карлом I, засновником Анжу-Сицилійської династії, яка правила на Сицилії до 1282 року, а в Неаполітанському королівстві до 1442 року. 
Анжу знову було приєднано до королівських володінь в 1328, але в 1360 Іоанн II Добрий підняв його до стану герцогства і надав його в апанаж своєму другому сину Людовику, який став засновником третьої династії Анжу-Валуа, що також деякий час правила Неаполітанським королівством.
В 1481 році король Людовик XI остаточно повертає Анжу до королівського домену. До кінця XVIII століття Анжу залишається провінцією Французького королівства зі столицею в Анже. В 1790 році, під час Французької революції адміністративні королівські провінції були скасовані і введено адміністративний розділ на департаменти.